# Bağban (Kürdəmir)
Bağban è un comune dell'Azerbaigian situato nel distretto di Kürdəmir.